# Honda CLR 125 CityFly

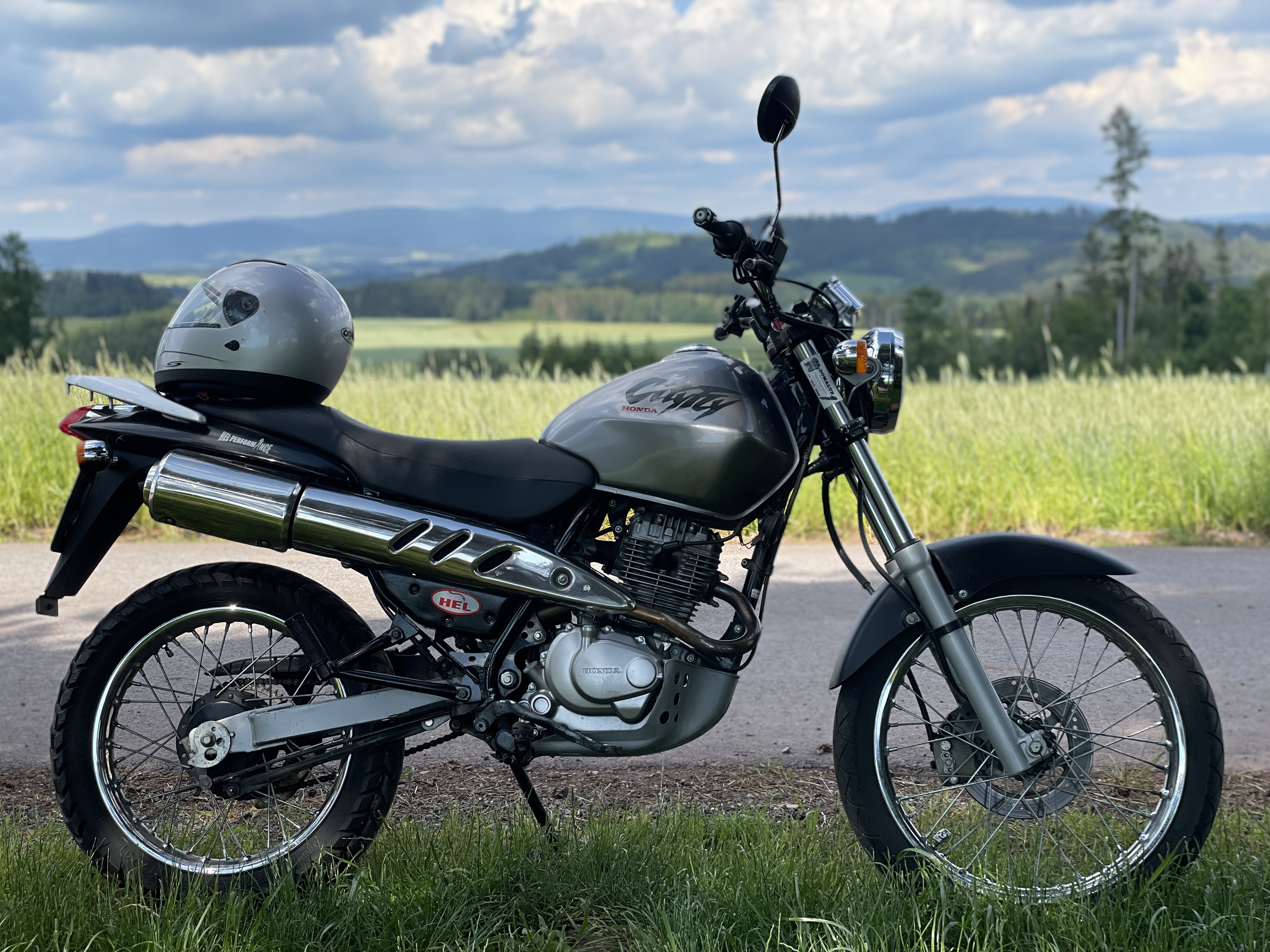
Honda CLR 125 CityFly

Honda CLR 125 CityFly byla představena roku 1998 jako dvouúčelový motocykl. Pohání ji čtyřdobý, vzduchem chlazený jednoválec o objemu 124ccm s rozvody SOHC. Totožný motor můžeme najít i v terénním motocyklu Honda XLR 125. Produkce Hondy CLR byl ukončen roku 2003. 
Díky dvouúčelovému provedení je stroj vhodný jak na silnici, tak i do lehčího terénu.